# Dorsale Walvis
La dorsale Walvis (walvis significa "balena" in olandese e in afrikaans) è una dorsale oceanica asismica situata nella parte orientale dell'oceano Atlantico meridionale. La dorsale si estende per più di 3000 km a partire dalla dorsale medio atlantica, all'incirca nei pressi dell'isola di Tristan da Cunha e dell'isola Gough, fino alla costa africana, alla latitudine 18°S.
La dorsale Walvis è uno dei pochi esempi di catena montuosa sottomarina che collega una grande provincia ignea a un punto caldo attivo. Essa è inoltre considerata essere uno dei più importanti tracciati realizzati da un punto caldo, essendo il punto caldo di Tristan uno dei pochi esempi esistenti di punto caldo del profondo mantello (detto anche "primario").

## Geologia
Assieme alla dorsale medio atlantica, la dorsale Walvis, sulla placca africana, e la dorsale Rio Grande, sulla placca sudamericana, sono le formazioni geologiche più importanti del fondale oceanico dell'Atlantico meridionale.
Queste ultime due hanno avuto origine dal vulcanismo legato a uno stesso punto caldo e si estendono simmetricamente a est e a ovest della dorsale medio atlantica, con il punto caldo di Tristan a fare da centro di simmetria. Due delle tre sezioni principali della dorsale Walvis hanno la loro controparte speculare nella dorsale Rio Grande; ad esempio, la sezione orientale della dorsale Walvis si è evidentemente evoluta assieme all'Arco Torres, la parte più occidentale della dorsale Rio Grande, al largo della costa brasiliana, e quando, durante la fratturazione del Gondwana, l'oceano Atlantico meridionale ha cominciato ad aprirsi, queste due strutture hanno cominciato a separarsi sempre di più.
La terza sezione, invece, il complesso di guyot presente nella zona occidentale della dorsale, non ha una struttura simile ad esso sulla placca sudamericana dove, alla stessa distanza dal punto caldo di Tristan, è presente il complesso della montagna sottomarina di Zapiola a sud dell'estremità orientale della dorsale Rio Grande.
La formazione di queste strutture speculari è il risultato dell'apertura dell'oceano Atlantico meridionale, avvenuta all'incirca 120 milioni di anni fa, e del processo di accrescimento del fondale. Prima dell'inizio di tale processo, all'incirca una decina di milioni di anni prima, enormi eruzioni avevano portato alla formazione in questa zona dei trappi del Paraná-Etendeka, oggi situati in Brasile e in Namibia e rappresentanti le due estremità dell'enorme struttura che comprende anche le due sopraccitate dorsali asismiche e che, secondo studi del 2007, potrebbe essere ancora più estesa dato che sono stati trovati depositi di kimberlite di epoca cretacica, in particolare risalenti al Cretacico inferiore, presenti nella regione centrale della Repubblica Democratica del Congo e dell'Angola che sembrerebbero allinearsi con la dorsale Walvis.
Come già accennato, la dorsale Walvis è divisa in tre sezioni principali:
1. Un primo segmento, lungo circa 600 km e avente una larghezza che varia tra i 90 e i 200 km, che si estende verso ovest a partire dalla costa africana, approssimativamente dalla latitudine 6°E;
2. Una seconda sezione, lunga circa 500 km e più stretta della precedente, che si estende in direzione nord-sud;
3. Una terza sezione, più discontinua, formata da montagne sottomarine quasi isolate, che connette le prime due alla dorsale medio atlantica.

Il tracciato del punto caldo di Tristan-Gough si è inizialmente formato al di sopra del pennacchio del mantello che, all'incirca 135-132 milioni di anni fa, ha formato i plateau basaltici continentali del Paraná-Etendeka, e che oggi è da qualcuno identificato come una delle grandi province a bassa velocità trasversale (in inglese: "Large Low Shear Velocity Provinces", "LLSVP") presenti sulla Terra, chiamate anche "superpennacchi".
Si ritiene che quella che è oggi la parte più orientale della dorsale si sia formata nel Cretacico tra i 120 e gli 80 milioni di anni fa. Durante questo periodo l'attività del superpennacchio si è mantenuta copiosa e stabile e la parte orientale della dorsale Walvis si è così formata assieme a quella che è oggi la parte più occidentale della dorsale Rio Grande, simmetricamente alla dorsale medio atlantica.
Come testimoniato dall'orientazione che vediamo oggi nei vari segmenti della dorsale Walvis, circa 60 milioni di anni fa, durante il Maastrichtiano, l'orientazione dell'accrescimento del fondale è cambiata. L'attività del superpennacchio sembra quindi essere diventata instabile, in un periodo compreso tra i 70 e i 60 milioni di anni fa, il che ha portato alla formazione di una biforcazione e alla creazione di due punti caldi, quello di Tristan e quello di Gough (anche se ancora oggi non è ben chiaro se essi rappresentino due sistemi vulcanici distinti), e conseguentemente di due tracciati separati. Infine, tra i 45 e i 35 milioni di anni fa, l'attività è diventata del tutto discontinua dando come risultato la formazione della pronvincia di guyot presente nella parte occidentale della dorsale.
Sebbene quella descritta poc'anzi sia la teoria più accettata riguardo alla formazione della dorsale Walvis, c'è chi sostiene che essa non abbia avuto origine dal vulcanismo di un punto caldo. Nel 2005, infatti, Fairhead e Wilson hanno avanzato un'ipotesi secondo cui la dorsale Walvis non sarebbe il prodotto diretto dell'attività di un pennacchio del mantello, bensì essa si sarebbe formata come risultato di cambiamenti nei processi magmatici della dorsale medio atlantica indotti da cambiamenti negli stress interni inerenti alla separazione della placca africana dalla placca sudamericana.
Nel 2001 e nel 2002 sono state registrate centinaia di esplosioni vulcaniche in corrispondenza della dorsale Walvis. Sembra che tali esplosioni fossero localizzate presso una montagna sottomarina senza nome sita nella parte settentrionale della dorsale e si ritiene che non siano correlate all'attività del punto caldo di Tristan.

## Oceanografia
La dorsale Walvis rappresenta un ostacolo naturale ai cosiddetti "Agulhas rings", vortici di mesoscala di acqua calda che si distaccano dalla corrente di Agulhas a sud del banco di Agulhas (in media, ogni anno si distaccano dalla corrente cinque di tali vortici, anche se il loro numero varia considerevolmente a seconda degli anni) dirigendosi poi verso nord-ovest, ossia verso l'oceano Atlantico. La portata di acqua, più calda e salata rispetto a quella dell'Atlantico, trasportata da questi anelli dall'oceano Indiano all'oceano Atlantico meridionale è stimata in 1-5 Sv (milioni di m3/s).
Uno studio portato avanti per anni da Schouten e altri e realizzato osservando 21 vortici tra il 1993 e il 1996 grazie al satellite TOPOX/Poseidon, ha permesso di vedere come, benché tali vortici tendano ad attraversare la dorsale Walvis nel suo punto più profondo, solo due terzi di essi riescano a farcela, venendo comunque smorzati dalla presenza della dorsale con una velocità di traslazione che diminuisce da 5,2±3,6 km/giorno a 4,6±3,1 km/giorno e con una velocità di decadimento molto più alta che li porta, una volta giunti in pieno Atlantico, a disintegrarsi molto prima.

## Ruolo nell'evoluzione
Nel 2000, basandosi su stime molecolari, Arnason e altri hanno scoperto che la separazione tra i generi Homo e Pan è avvenuta tra i 13 e i 10,5 milioni di anni fa (contrariamente a stime precedenti che invece suggerivano che tale separazione fosse avvenuta solo 5 milioni di anni fa). Nel corso dello stesso studio i ricercatori hanno anche evidenziato come la divergenza tra Platyrrhini e Catarrhini, due parvordini dell'ordine dei primati, sia avvenuta circa 65 milioni di anni fa e che i secondi sembrino essersi evoluti in Sud America prima di disperdersi in Africa.
Il team di Anarson ha quindi ipotizzato che il sistema di dorsali Rio Grande-Walvis fosse un tempo esposto al di sopra della superficie del mare, formando una catena di isole che nel Maastrichtiano e nel Paleocene (dai 70 ai 65 milioni di anni fa) avrebbero permesso a tali primati di diffondersi attraversando l'oceano. Non tutti sono però d'accordo con questa ipotesi, adducendo invece che la diffusione dei catarrini in Africa sia solo frutto di una più comune dispersione trans-oceanica, facilitata anche dal fatto che al tempo i due continenti erano più vicini.